# Daniel Dryniak
Daniel Piotr Dryniak (ur. 4 września 1976 w Radymnie) – starszy brygadier Państwowej Straży Pożarnej, od 2016 zastępca podkarpackiego komendanta wojewódzkiego Państwowej Straży Pożarnej, samorządowiec.
Posiada certyfikat płetwonurka. Jest dowódcą specjalistycznej grupy wodno-nurkowej oraz instruktorem płetwonurkowania.
16 lutego 2010 roku uratował wędkarza, który znajdował się na krze na Sanie, odnosząc przy tym jednak poważne obrażenia wskutek przygniecenia przez kry. W wyniku tego wypadku przeszedł dwie operacje. W związku z powyższym wydarzeniem, w dniu 19 lutego 2010 roku został odznaczony przez Prezydenta Rzeczypospolitej Polskiej Lecha Kaczyńskiego Krzyżem Kawalerskim Orderu Odrodzenia Polski oraz Krzyżem Zasługi za Dzielność. W dniu 9 marca 2010 roku prezydent odwiedził Daniela Dryniaka w szpitalu i udekorował go nadanymi mu odznaczeniami. W 2017 został odznaczony Odznaką Honorową Rzecznika Praw Obywatelskich „Za zasługi dla ochrony praw człowieka”.
W dniu 26 marca 2010 roku odebrał z rąk Ministra Spraw Wewnętrznych i Administracji Jerzego Millera akt mianowania na wyższy stopień służbowy.
W 2014 został radnym Przemyśla, uzyskując mandat z KWW Roberta Chromy. W 2018 uzyskał reelekcję z listy PiS.